# ラベ
ラベ(Labé)はギニア共和国北西部の都市。
フータ・ジャロン地方の主要都市で、標高約1200メートルに位置する。
2008年の推計人口は58,649 人。

## 経済
織物、皮細工、蜂蜜などが特産品である。

## 交通

### 空港
- タタ空港（英語版）

## 著名人
- セル・ダーレン・ディアロ(Cellou Dalein Diallo)(1952年～)：フラニ人の経済学者・政治家。首相(2004年～2006年)。